# 千臂千鉢曼殊室利經
《大乘瑜伽金剛性海曼殊室利千臂千鉢大教王經》，共十卷，金剛智於唐開元二十八年歲次庚辰五月五日(西元740年6月3日)奉詔譯經，於荐福寺。本經略稱《千臂千鉢曼殊室利經》、《文殊大教王經》、《千鉢經》。本經述千臂千鉢曼殊室利菩薩的祕密三摩地法門。在《大正藏》中列入密教部。

## 簡介
本經前九卷分為無生、無動、平等、淨土、解脫等五門九品。
1. 根本清淨無生門，為毘盧遮那如來所說，作阿字觀，此法門包括前二品。
2. 圓成實相無動門，為阿閦如來所說，作囉字觀，此法門包括第三、四品。
3. 法界真如平等門，為寶生如來所說，作跛字觀，此法門包括第五、六品。
4. 妙觀理趣淨土門，為觀自在王如來所說，作左字觀，此法門包括第七、八品。
5. 金剛菩提解脫門，為不空成就如來所說，作曩字觀，此法門即第九品。

第十卷對六師外道等詳述此等法門使其皈依。

## 與梵網經的關係
太虛法師認為，由本經的文殊菩薩現千臂、每臂持一鉢、每鉢中現千釋迦等敘述，可知本經是密教思想與《梵網經》的“盧舍那蓮華臺藏世界”學說結合而成。
| 後秦龜茲國三藏鳩摩羅什譯《梵網經》： | 《大乘瑜伽金剛性海曼殊室利千臂千鉢大教王經》： |
| 爾時蓮花臺藏座上盧舍那佛。廣答告千釋迦千百億釋迦。所問心地法品。 | 志求不退無上菩提者。於四十二位法門之中。次第修學。從堅信忍中入十發趣心。修行一切諸佛祕密三十支觀門三摩地金剛。菩提向果爾時標顯。 |
| - 諸佛當知。堅信忍中。十發趣心向果。一捨心。二戒心。三忍心。四進心。五定心。六慧心。七願心。八護心。九喜心。十頂心。                                                                           | - 初從十信修行次位。云何修入十發趣心。一者捨心。……二者戒心。……三者忍心。……四者進心。……五者定心。……六者慧心。……七者願心。……八者護心。……九者喜心。……十者頂心。…… |
| - 諸佛當知。從是十發趣心入堅法忍中。十長養心向果。一慈心。二悲心。三喜心。四捨心。五施心。六好語心。七益心。八同心。九定心。十慧心。                                                           | - 從堅信忍行修入十發趣心。入堅法忍中行十長養心。修學菩提心向果。一者慈心。……二者悲心。……三者喜心。……四者捨心。……五者施心。……六者好語心。……七者益心。……八者同心。……九者定心。……十者慧心。…… |
| - 諸佛當知。從是十長養心入堅修忍中。十金剛心向果。一信心。二念心。三迴向心。四達心。五直心。六不退心。七大乘心。八無相心。九慧心。十不壞心。                                                   | - 從堅法忍行中。修十長養心入堅修忍中。進行十金剛心。修學菩提心向果。一者深信心。……二者念心。……三者迴向心。……四者達心。……五者直心。……六者不退心。……七者大乘心。……八者無相心。……九者慧心。……十者不壞心。…… |
| - 諸佛當知。從是十金剛心。入堅聖忍中。十地向果。一體性平等地。二體性善慧地。三體性光明地。四體性爾焰地。五體性慧照地。六體性華光地。七體性滿足地。八體性佛吼地。九體性華嚴地。十體性入佛界地。 | - 菩薩從竪修忍行中。修十金剛心。入堅聖忍中。修向十聖地。進入菩提心向果。一者體性平等地。二者體性善慧地。三者體性光明地。四者體性爾焰地。五者體性慧照地。六者體性華光地。七者體性滿足地。八者體性佛吼地。九者體性華嚴地。十者體性入佛地。是故則爾時名為十聖菩薩地修向菩提心向果。 |
| 是四十法門品。我先為菩薩時修入佛果之根原。如是一切眾生。入發趣長養金剛十地。證當成果。無為無相大滿常住。十力十八不共行。法身智身滿足。                                                         | 是時法身體毘盧遮那如來告言。一切諸佛當知。菩薩從十金剛心修入堅聖忍中。修十聖地入佛如來地。修向菩提心佛果。一者金剛智定等覺。地量法齊等等於如來。體性實際真如一性一切法。名等覺聖地。二者妙覺地。百千億微妙聖智金剛慧力。入金剛喻定妙覺地。修入此地中。成就如來解脫金剛般若波羅蜜多大智身法身滿足故。名為聖性妙覺地。是故名為一切諸佛。修入如來金剛菩提妙覺地。得成阿耨多羅三藐三菩提故。 |